# Condado de Marion (Arkansas)
El condado de Marion (en inglés: Marion County) es un condado en el estado estadounidense de Arkansas. En el censo de 2000 el condado tenía una población de 16 140 habitantes. La sede de condado es Yellville.
Fue el 35° condado de Arkansas, siendo fundado el 25 de septiembre de 1836. Fue nombrado en honor a Francis Marion, un general durante la Guerra de Independencia de los Estados Unidos. Originalmente el condado de Searcy formaba parte del condado de Marion. Después de la fundación del condado de Searcy en 1838 se produjeron conflictos ya que algunas personas se oponían a la separación. Esto fue una de las causas de la Guerra Tutt-Everett, la cual empezó en 1844 y terminó en 1850.

## Geografía
Según la Oficina del Censo, el condado tiene un área total de 1.658 km² (640 sq mi), de la cual 1.548 km² (598 sq mi) es tierra y 110 km² (43 sq mi) (6,66%) es agua.

### Condados adyacentes
- Condado de Ozark, Misuri (norte)
- Condado de Baxter (este)
- Condado de Searcy (sur)
- Condado de Boone (oeste)
- Condado de Taney, Misuri (noroeste)

### Áreas protegidas nacionales
- Buffalo National River
- Ozark-St. Francis National Forest

## Autopistas importantes
- U.S. Route 62/U.S. Route 412
- Ruta Estatal de Arkansas 14
- Ruta Estatal de Arkansas 101
- Ruta Estatal de Arkansas 125

## Demografía
En el  censo de 2000, hubo 16 140 personas, 6776 hogares, y 4871 familias residiendo en el condado. La densidad poblacional era de 27 personas por milla cuadrada (10/km²). En el 2000 había 8235 unidades unifamiliares en una densidad de 14 por milla cuadrada (5/km²). La demografía del condado era de 97,52% blancos, 0,12% afroamericanos, 0,76% amerindios, 0,20% asiáticos, 0,05% isleños del Pacífico, 0,13% de otras razas y 1,22% de dos o más razas. 0,76% de la población era de origen hispano o latino de cualquier raza. 
La renta promedio para un hogar del condado era de $26 737 y el ingreso promedio para una familia era de $32 181. En 2000 los hombres tenían un ingreso per cápita de $22 877 versus $17 729 para las mujeres. La renta per cápita para el condado era de $14 588 y el 15,20% de la población estaba bajo el umbral de pobreza nacional.

## Ciudades y pueblos
| - Bull Shoals - Flippin | - Pyatt - Summit | - Yellville |